# SV Horn

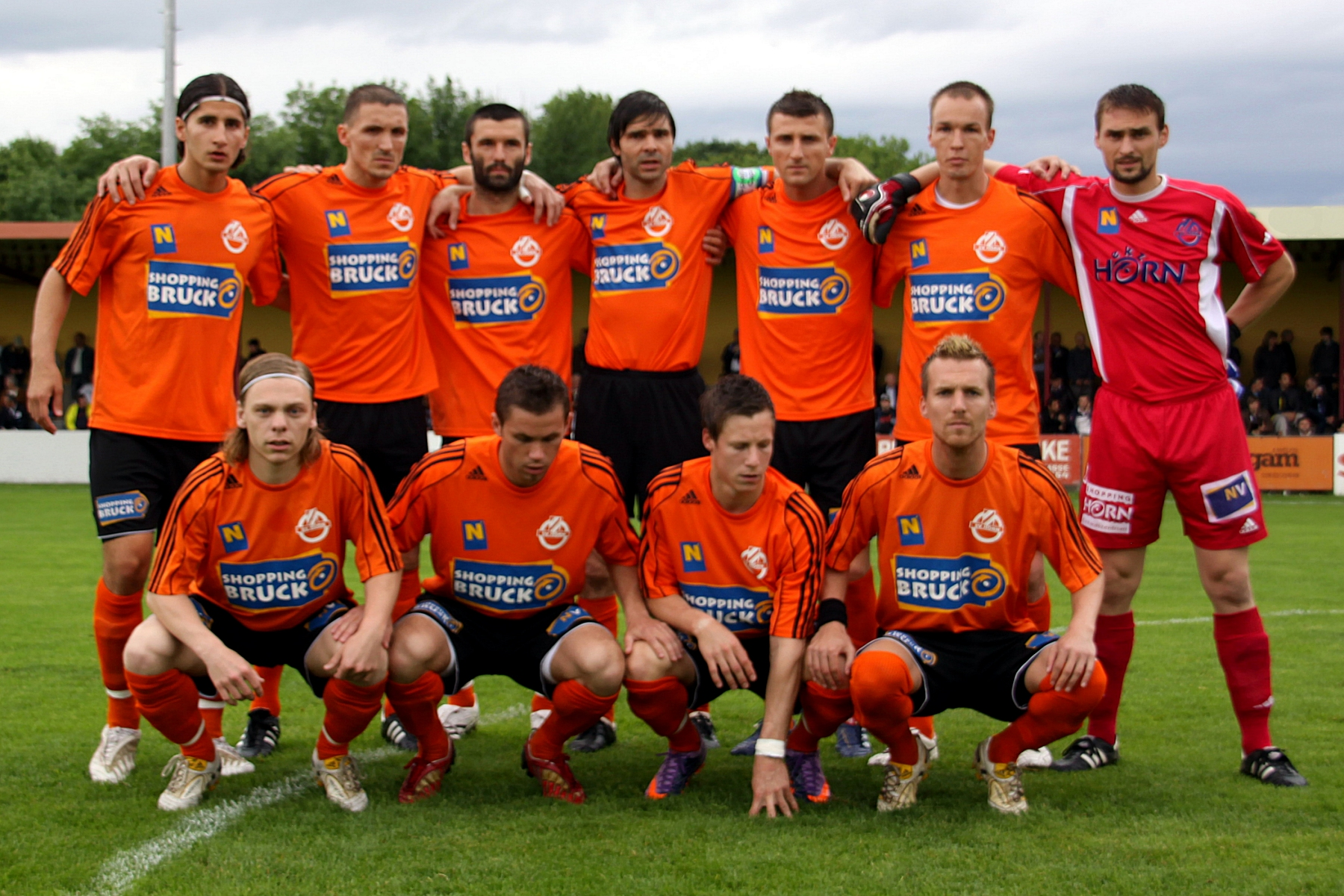
Die Mannschaft des SV Horn in der Saison 2009/10

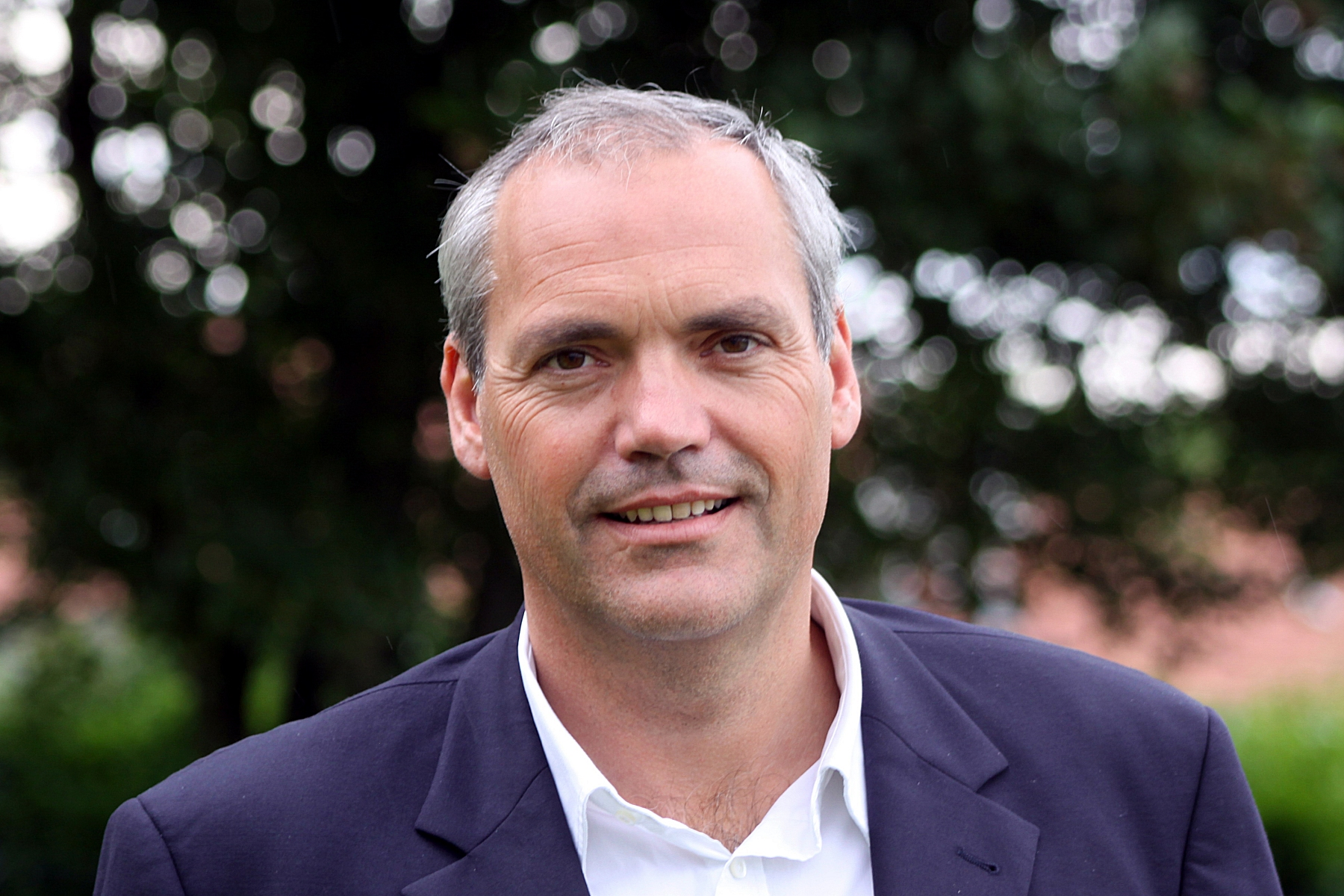
Ehrenpräsident und Ehrenobmann: Thomas Kronsteiner. Unter ihm gelang Horn 2012 erstmals der Aufstieg in den Profifußball.

Der Sportverein Horn, kurz SV Horn, ist ein österreichischer Fußballverein aus der niederösterreichischen Bezirkshauptstadt Horn. Er wurde am 21. Oktober 1922 gegründet. Die Vereinsfarben sind Blau-Weiß.
Die Profifußballabteilung ist in die SV Horn Profi Betriebs GmbH ausgegliedert, deren Gesellschafter zu 51 Prozent der Verein und zu 49 Prozent die Honda Estilo Co., Ltd. um den japanischen Fußballspieler Keisuke Honda sind. Die erste Herrenmannschaft spielt ab der Saison 2025/26 in der dritthöchsten Spielklasse in Österreich, der Regionalliga Ost.
Die Frauenmannschaft spielt in der Saison 2019/20 in der höchsten Spielklasse für Frauenfussball in Österreich, der Bundesliga. Außerdem unterhält der SV Horn eine B-Mannschaft (1. Klasse NW/Mitte), eine Frauen B-Mannschaft und acht Jugendmannschaften.

## Heimstätte
Der SV Horn trägt seine Heimspiele in der Sparkasse Horn Arena aus, die knapp 3.500 Zuschauer fasst.

## Geschichte

### Gründung und Anfangsjahre
Gegründet wurde der SV Horn am 21. Oktober 1922. Bei der ersten Hauptversammlung wurde Rudolf Zotter zum Obmann und Otto Wimmer zum Obmann Stellvertreter des neu gegründeten Vereins gewählt. Die bis heute bestehenden Vereinsfarben blau und weiß, die den Horner Stadtfarben entsprechen, wurden am 21. Juni 1923 beschlossen. Im Jahr 1927 änderte der SV Horn seinen Namen auf Rapid Horn. Zwei Jahre nach der Gründung des SV Horns bildete sich 1924 mit dem ASK Horn ein zweiter Fußballverein in Horn. Die Vereinigung dieser zwei Vereine zum SV Horn erfolgte im Jahr 1947.
Die ersten Spiele wurden 1923 auf einem Platz an der Frauenhofnerstraße ausgetragen. Im Jahr 1927 übersiedelte der Verein in den Hopfgarten, dem heutigen Union-Platz, wo bis 1949 die Fußballspiele ausgetragen wurden. Danach trug der SV Horn seine Spiele in der neuen Heimstätte auf der Jahnwiese aus. Ein erneuter Wechsel der Heimstätte erfolgte 1957, als dem SV Horn ein Grundstück im Hopfgarten angeboten wurde und die Spiele ab 10. Oktober 1958 am Sportplatz Hopfgarten ausgetragen wurden. In den 1970er Jahren erfolgte ein Ausbau der Sportanlage, wobei am 2. August 1972 in einem Spiel gegen den oftmaligen österreichischen Fußballmeister Rapid Wien die neue Flutlichtanlage eröffnet. Im Jahr 2007 wurde die Tribüne erneut erweitert und 2008 um eine fernseh- und bundesligataugliche Flutlichtanlage erweitert. Die letzte umfassende Modernisierung der Stadionanlage erfolgte im Winter 2011/12, wobei der Stadionname auf den Namen Waldviertler Volksbank Arena umbenannt wurde.
Der SV Horn spielte die ersten Jahrzehnte seines Bestehens in unteren Spielklassen des niederösterreichischen Landesverbandes. Der erstmalige Aufstieg in die niederösterreichische Landesliga erfolgte in der Saison 1987/88, den erstmaligen Aufstieg in die Regionalliga Ost schaffte der SV Horn in der Saison 1990/91. Dort konnte sich der Verein anfangs einige Jahre lang halten, stieg in der Saison 1996/97 wieder in die Landesliga ab. Dort schafften sie in der Saison 1997/98 den sofortigen Wiederaufstieg in die Regionalliga, wo sie nach zwei weiteren Saisonen aber wieder abstiegen.

### Erster nachhaltiger Aufstieg
In der Saison 2006/07 schafften sie den erneuten Aufstieg in die Regionalliga. Dort folgten acht erfolgreiche Jahre für den SV Horn. So erreichte der Verein im ÖFB-Cup in der Saison 2006/07 das Viertelfinale (gescheitert mit 1:3 am FC Red Bull Salzburg II) und in der Saison 2008/09 das Achtelfinale (gescheitert mit 0:1 am SK Sturm Graz).
In der Saison 2011/12 wurde der SV Horn erstmals in der Vereinsgeschichte Meister der Regionalliga Ost und stieg in die Erste Liga auf. Der SV Horn setzte sich dazu im Relegationsmatch gegen den Meister der Regionalliga West, der WSG Wattens, mit einem 5:1-Sieg auswärts und einem 4:0 im Heimspiel souverän durch. Der Liganeuling war unter Trainer Michael Streiter in der Saison 2012/13 erfolgreich und belegte den sechsten Platz und konnte auch 2013/14 ohne seinen Erfolgstrainer die Klasse mit dem siebenten Rang halten.

### Neuerlicher Rückschlag
Im September 2014 wurde Trainer Willhelm Schuldes nach zwölf Runden ersetzt, weil die Horner in der Tabelle nur auf dem vorletzten Platz lagen. Ihm folgte sein bisheriger Cotrainer Christoph Westerthaler nach. Im Mai 2015 unterlag der SV Horn im Tivoli-Stadion im Abstiegsendspiel gegen den FC Wacker Innsbruck 3:0 und stieg damit nach drei Jahren wieder in die Regionalliga ab. Trainer Christoph Westerthaler wurde durch Hans Kleer vom Floridsdorfer AC ersetzt. Obmann Thomas Kronsteiner übergab die Vereinsleitung an Rudolf Laudon. Kronsteiner, der gleichzeitig größter Geldgeber des Vereins war, erklärte, sich zurückziehen zu wollen.

### Wiederaufstieg in die Erste Liga und Einstieg von Honda Estilo
Im Juni 2015 übernahm Keisuke Honda gemeinsam mit seinen Brüdern Hiroyuki und Youji über ihre Agentur „Honda ESTILO“ 49 % der Anteile an Horn. Ziel sei der Wiederaufstieg in die Erste Liga sowie weiters in die Bundesliga und Teilnahme am Europacup. Honda investierte mit Hilfe eines japanischen Anwaltes aus Wien mehr als zwei Millionen Euro selbst, installierte einen Cousin von Keisuke Honda als Co-Obmann neben Laudon und gewann einen japanischen Ausrüster und japanische Sponsoren, darunter Tokyo Nishikawa, einen Matratzenhersteller aus Tokio, für den SV Horn. Dadurch und mit sieben neuen Spielern aus Japan sowie seit April 2016 auch einem japanischen Trainer, dem 44-jährigen Masanori Hamayoshi gelang im Mai 2016 der Wiederaufstieg in die Erste Liga. Trotz der sportlichen Erfolge, welche unter dem Einfluss der Japaner erzielt werden konnten, wird wegen der verloren gegangenen Identität des Klubs teilweise Kritik geäußert.
Die Saison 2016/17 verlief wenig erfolgreich für die Niederösterreicher: Als Tabellenletzter musste man nach nur einer Saison wieder in die Regionalliga absteigen. Dort blieb man allerdings, obwohl die japanischen Investoren ihr Engagement zurück fuhren erneut nur eine Saison; am 32. Spieltag konnte man trotz einer Niederlage gegen den Wiener Sport-Club den Wiederaufstieg fixieren.
In der Saison 2018/19 erreichte der SV Horn in der neuen 2. Liga den 15. Platz und schaffte, obwohl es sportlich nicht gereicht hätte, aufgrund anderer Begebenheiten (Abstieg von Wacker Innsbruck aus der Bundesliga => Abstieg von Wacker Innsbruck II aus der 2. Liga, Entzug der Zulassung des SC Wr. Neustadt, kein Aufsteiger aus der Regionalliga Ost) den Klassenerhalt.

## Spielklassen ab 1988
- 1988/89–1990/91  1. NÖN Landesliga
- 1991/92–1996/97  Regionalliga Ost
- 1997/98 1. NÖ Landesliga
- 1998/99–1999/00  Regionalliga Ost
- 2000/01–2006/07  1. NÖ Landesliga
- 2007/08–2011/12  Regionalliga Ost
- 2012/13–2014/15  Erste Liga
- 2015/16 Regionalliga Ost
- 2016/17 Erste Liga
- 2017/18 Regionalliga Ost
- 2018/19–2024/25 2. Liga
- seit 2025/26 Regionalliga Ost

## Kampfmannschaft

### Trainerteam
Stand: 19. Juli 2025
| Funktion       | Name            | Geburtsdatum | Nationalität | beim Verein seit | letzter Verein  |
| -------------- | --------------- | ------------ | ------------ | ---------------- | --------------- |
| Trainer        | Andreas Lipa    | 26.04.1971   | Osterreich   | 07/2025          | 1. FC Bisamberg |
| Co-Trainer     | Ferdinand Weiss | 11.09.1999   | Osterreich   | 07/2025          | NWZ Horn U-18   |
| Torwarttrainer | Christoph Graf  | 08.01.1990   | Osterreich   | 07/2025          | SC Melk         |

### Aktueller Kader
Stand: 19. Juli 2025

### Transfers
Stand: 13. August 2025
| Zugänge: | Abgänge: |
| Sommer 2025 | Sommer 2025 |
| --- | --- |
| - Adel Abdelrahman (ZED FC) - Can Beliktay (Floridsdorfer AC) - David Budimir (1. SVg Wiener Neudorf) - Dominik Buranich (Wiener Sport-Club II) - Karim Dhouib (Fortuna Sittard U-21) - Isa Drammeh (SV Hemelingen) - Kürsat Güclü (SV Lafnitz) - Collin Iyobosa (ASV Draßburg) - Seedy Jarju (1. Göppinger SV) - Joel Kitenge (First Vienna FC, Leihe) - Alexander Mankowski (Union Ostermiething) - Alexander Michalak (FC Stadlau II) - Zoran Mihailović (FC Marchfeld Donauauen) - Rabbi Nsingi (FC Kufstein) - Patrik Šurnovský (FC Petržalka 1898) - Nik Trček (FK Třinec) - Matej Vajs (FC Zlaté Moravce) | - Amir Abdijanovic (First Vienna FC) - Kilian Bauernfeind (FC Obermais) - Karim Conté (FC Hertha Wels) - Benjamin Daxner (SR Donaufeld Wien) - Florian Fischerauer (FCM Traiskirchen) - Paul Gobara (FC Hertha Wels) - Amar Hot (SC Neusiedl am See) - Matteo Hotop (Wiener Sport-Club) - Haris Ismailcebioglu (SC Austria Lustenau) - Paul Lipczinski (SV Austria Salzburg) - Dragan Marceta (Schwarz-Weiß Bregenz) - Emilian Metu (FC Košice) - Matija Milosavljević (FC Lauterach) - Kevin Petuely (SV Ziersdorf) - Sami Vehabović (Wiener Sport-Club) - Dominik Velecký (SV Lafnitz) - Dalibor Velimirovic (SK Rapid Wien II) - Lukas Weber (Kremser SC) - Erion Aliji (vereinslos) - Lorenzo Coco (vereinslos) - Giannis Karakoutis (vereinslos) - Paul Karch Jr. (vereinslos) - Shaoziyang Liu (vereinslos) - Armin Spahic (vereinslos) - Anthony Syhre (vereinslos) - Din Barlov (SKN St. Pölten, Leih-Ende) - Felix Nachbagauer (SK Rapid Wien II, Leih-Ende) - Raymond Owusu (Metalist 1925 Charkiw, Leih-Ende) - Luca Wimhofer (LASK, Leih-Ende) |

## Frauenfußball
Die Frauenabteilung wurde 1994 gegründet und spielten in der Saison 1994/95 schon in der 2. Liga Ost, feierte in der Saison 2005/06 den Meistertitel in der 2. Division Ost und verlor die Relegation gegen DFC Leoben. Die Hornerinnen spielten bis zur Saison 2013/14 in der 2. Liga (Ost/Süd) und stiegen erst wieder 2016/17 auf und spielten in den Saisonen 2017/18 in der 2. Liga Ost/Süd und wurden in der Saison 2018/19 Meister und siegten gegen RW Rankweil in der Relegation und spielten in den Saisons 2019/20 bzw. 2020/21 in der ÖFB Frauen-Bundesliga.

## Erfolge und Titel

### Männer
- 3 × Meister der Regionalliga-Ost: 2011/12, 2015/16, 2017/18
- 3 × Niederösterreichischer Landesmeister: 1990/91, 1997/98, 2006/07
- Erreichen des ÖFB-Cup Semifinales: 2013/14
- Erreichen des ÖFB-Cup Viertelfinales: 2006/07
- 1 × Sieger des Niederösterreichischen Fußballcups 1989
- 1 × Sieger des Österreichischen Fußball-Cups 2007/08

### Frauen
- Meister 2. Frauenliga Ost 2005/06

## Fans
Der SV Horn wird von zwei Fanclubs unterstützt. Diese sind der Fanclub Helvetia 13, der in der Schweiz beheimatet ist und vor allem zu den Auswärtsspielen in Vorarlberg reist, und die Waldviertler Jungs aus Horn. Die Waldviertler Jungs sind bei Heimspielen im Eck der Nordtribüne der Waldviertler Volksbank Arena zu finden und treten ultrà-orientiert auf.